# Hrvatski nogometni kup 2011/12
Der Hrvatski nogometni kup 2011/12 war der 21. Wettbewerb um den kroatischen Fußballpokal nach der Loslösung des kroatischen Fußballverbandes aus dem jugoslawischen Fußballverband.
Titelverteidiger Dinamo Zagreb setzte sich in zwei Finalspielen gegen den NK Osijek durch. Es war Dinamos 11. Pokalsieg im unabhängigen Kroatien und der 18. insgesamt.

## Modus
Ab dem Viertelfinale einschließlich des Finales wurden jeweils Hin- und Rückspiele ausgetragen. Bei gleicher Anzahl an Toren aus beiden Spielen kam die Mannschaft weiter, die auswärts mehr Tore erzielt hatte. Herrschte auch hier Gleichstand, wurde ein Elfmeterschießen zur Ermittlung des Siegers ausgetragen.

## Teilnehmer
An der Vorrunde
- 21 Sieger des Bezirkspokals
- 11 Finalisten des Bezirkspokals aus den Fußballverbänden mit der größten Anzahl registrierter Fußballclubs

| Bezirk              | Sieger                | Finalist          |
| ------------------- | --------------------- | ----------------- |
| Bjelovar-Bilogora   | NK Mladost Ždralovi   |                   |
| Brod-Posavina       | NK Marsonia           | NK Graničar Laze  |
| Dubrovnik-Neretva   | NK BŠK Zmaj Blato     |                   |
| Istrien             | NK Istra 1961         | NK Rudar Labin    |
| Karlovac            | NK Karlovac           |                   |
| Koprivnica-Križevci | NK Koprivnica         | NK Podravac Virje |
| Krapina-Zagorje     | NK Radoboj            |                   |
| Lika-Senj           | NK Novalja            |                   |
| Međimurje           | NK Dinamo Palovec     | Međimurje Čakovec |
| Osijek-Baranja      | NK BSK Bijelo Brdo    | NK Belišće        |
| Požega-Slawonien    | NK Slavija Pleternica |                   |

| Bezirk               | Sieger                | Finalist              |
| -------------------- | --------------------- | --------------------- |
| Primorje-Gorski      | NK Opatija            |                       |
| Sisak-Moslavina      | HNŠK Moslavina Kutina | GŠNK Mladost Petrinja |
| Split-Dalmatien      | RNK Split             | NK Dugopolje          |
| Šibenik-Knin         | NK Krka Lozovac       |                       |
| Varaždin             | NK Rudar 47           | NK Plitvica Gojanec   |
| Virovitica-Podravina | NK Slatina            |                       |
| Vukovar-Syrmien      | NK Fruškogorac Ilok   | NK Jadran Gunja       |
| Zadar                | NK Zadar              |                       |
| Stadt Zagreb         | NK Rudeš              | NK Radnik Sesvete     |
| Zagreb               | NK Strmec Bedenica    | NK Vrbovec            |

Am Sechzehntelfinale
- Die 16 punktbesten Vereine der Fünfjahres-Pokalwertung. (63 Punkte für den Pokalsieger, 31 für den unterlegenen Finalisten, 15 für die Halbfinalisten, 7 für die Viertelfinalisten, 3 für die Achtelfinalisten und 1 Punkt für die Sechzehntelfinalisten.)

| - 1. Dinamo Zagreb (207) - 2. Hajduk Split (155) - 3. HNK Rijeka (91) - 4. NK Varaždin (65) | - 5. NK Slaven Belupo (59) - 6. NK Zagreb (45) - 7. HNK Šibenik (39) - 8. Cibalia Vinkovci (33) | - 09. Inter Zaprešić (23) - 10. NK Osijek (21) - 11. NK Kamen Ingrad Velika 1 (20) - 12. NK Pomorac Kostrena (19) | - 13. HNK Segesta Sisak (16) - 14. NK Vinogradar Lokošin Dol (11) - 15. NK Konavljanin Čilipi (11) - 16. NK Naftaš HAŠK Zagreb (10) - 17. NK Hrvatski dragovoljac (9) |

## Ergebnisse

### Vorrunde
Die Spiele fanden am 23. und 24. August 2011 statt.
|                       | Ergebnis              |                       |
| --------------------- | --------------------- | --------------------- |
| NK Rudar Labin        | 5:1                   | NK Slavija Pleternica |
| NK Marsonia 1909      | 1:2                   | RNK Split             |
| NK Zadar              | 2:1                   | NK Dugopolje          |
| NK Slatina            | 2:3                   | NK Podravac Virje     |
| GŠNK Mladost Petrinja | 3:1                   | NK Novalja            |
| NK Karlovac           | 4:1                   | NK Dinamo Palovec     |
| NK Belišće            | 2:2 n. V. (2:4 i. E.) | NK Rudeš              |
| NK Strmec Bedenica    | 0:1                   | NK Graničar Laze      |
| NK Vrbovec            | 2:0                   | HNŠK Moslavina Kutina |
| NK Krka Lozovac       | 1:2                   | NK BSK Bijelo Brdo    |
| NK Istra 1961         | 7:0                   | NK Mladost Ždralovi   |
| NK Jadran Gunja       | 4:3                   | NK BŠK Zmaj Blato     |
| NK Plitvica Gojanec   | 2:3 n. V.             | NK Opatija            |
| NK Fruškogorac Ilok   | 3:1                   | NK Rudar 47           |
| NK Radnik Sesvete     | 3:0                   | Međimurje Čakovec     |
| NK Radoboj            | 3:0                   | NK Koprivnica         |

### Sechzehntelfinale
Die Spiele fanden am 20. und 21. September 2011 statt.
|                           | Ergebnis              |                         |
| ------------------------- | --------------------- | ----------------------- |
| NK Radoboj                | 0:5                   | Dinamo Zagreb           |
| NK Podravac Virje         | 0:0 n. V. (2:4 i. E.) | NK Varaždin             |
| GŠNK Mladost Petrinja     | 0:7                   | NK Zagreb               |
| NK Fruškogorac Ilok       | 1:3                   | Cibalia Vinkovci        |
| NK Opatija                | 0:1                   | NK Osijek               |
| NK Jadran Gunja           | 1:5                   | Hajduk Split            |
| NK Graničar Laze          | 0:4                   | NK Slaven Belupo        |
| NK Radnik Sesvete         | 2:0                   | HNK Šibenik             |
| NK BSK Bijelo Brdo        | 1:2                   | HNK Rijeka              |
| NK Vrbovec                | 0:1                   | Inter Zaprešić          |
| NK Rudeš                  | 2:1                   | NK Pomorac Kostrena     |
| RNK Split                 | 5:0                   | HNK Segesta Sisak       |
| NK Rudar Labin            | 0:1                   | NK Istra 1961           |
| NK Vinogradar Lokošin Dol | 1:0                   | NK Konavljanin Čilipi   |
| NK Zadar                  | 1:1 n. V. (8:9 i. E.) | NK Karlovac             |
| NK Naftaš HAŠK Zagreb     | 2:1                   | NK Hrvatski dragovoljac |

### Achtelfinale
Die Spiele fanden am 25. und 26. Oktober 2011 statt.
|                           | Ergebnis  |                   |
| ------------------------- | --------- | ----------------- |
| NK Naftaš HAŠK Zagreb     | 0:4       | Dinamo Zagreb     |
| Hajduk Split              | 3:2       | NK Karlovac       |
| NK Vinogradar Lokošin Dol | 2:1       | NK Slaven Belupo  |
| NK Varaždin               | 0:1 n. V. | NK Istra 1961     |
| NK Zagreb                 | 2:1       | RNK Split         |
| NK Rudeš                  | 0:1       | Cibalia Vinkovci  |
| NK Osijek                 | 2:1       | NK Radnik Sesvete |
| HNK Rijeka                | 1:0       | Inter Zaprešić    |

### Viertelfinale
Die Hinspiele fanden am 23. November 2011 statt, die Rückspiele am 30. November. (Dinamo Zagreb – Istra am 18. Februar und 7. März 2012)
|                  | Gesamt          |                           | Hinspiel | Rückspiel |
| ---------------- | --------------- | ------------------------- | -------- | --------- |
| Hajduk Split     | 1:1 (4:5 i. E.) | NK Zagreb                 | 1:0      | 0:1       |
| HNK Rijeka       | 1:4             | NK Osijek                 | 1:2      | 0:2       |
| Cibalia Vinkovci | 3:2             | NK Vinogradar Lokošin Dol | 2:1      | 1:1       |
| Dinamo Zagreb    | 2:2 (4:3 i. E.) | NK Istra 1961             | 1:1      | 1:1       |

### Halbfinale
Die Hinspiele fanden am 4. April 2012 statt, die Rückspiele am 18. April.
|               | Gesamt |                  | Hinspiel | Rückspiel |
| ------------- | ------ | ---------------- | -------- | --------- |
| NK Osijek     | 4:2    | Cibalia Vinkovci | 3:0      | 1:2       |
| Dinamo Zagreb | 3:2    | NK Zagreb        | 1:1      | 2:1       |

### Finale

#### Hinspiel
| NK Osijek                                   | NK Osijek | Dinamo Zagreb | Dinamo Zagreb |
| ------------------------------------------- | --- | --- | ------------- |
| NK Osijek                                   | \| 2. Mai 2012 in Osijek (Stadion Gradski vrt) \| \| Ergebnis: 0:0 \| \| Zuschauer: 8.000 \| \| Schiedsrichter: Vlado Svilokos \| \| Spielbericht \|                                                                                           | \| 2. Mai 2012 in Osijek (Stadion Gradski vrt) \| \| Ergebnis: 0:0 \| \| Zuschauer: 8.000 \| \| Schiedsrichter: Vlado Svilokos \| \| Spielbericht \|                                                                                     | Dinamo Zagreb |
| NK Osijek                                   | Ivan Vargić – Ivan Ibriks, Marko Lešković, Ivo Smoje, Branko Vrgoč – Hrvoje Kurtović, Josip Lukačević, Vedran Jugović (80. Domagoj Pušić), Anton Maglica (90.+1' Nikša Petrović) – Tomislav Šorša, Antonio Perošević Cheftrainer: Stanko Mršić | Ivan Kelava – Domagoj Vida, Josip Pivarić, Tonel, Josip Šimunić (80. Šime Vrsaljko) – Jerko Leko, Milan Badelj, Mateo Kovačić, Sammir (86. Mehmed Alispahić) – Ivan Krstanović (39. Fatos Bećiraj), Ivan Tomečak Cheftrainer: Ante Čačić | Dinamo Zagreb |
| NK Osijek                                   | Jugović (60.), Smoje (61) | Sammir (60.), Pivarić (82.) | Dinamo Zagreb |
| 2. Mai 2012 in Osijek (Stadion Gradski vrt) | | |               |
| Ergebnis: 0:0                               | | |               |
| Zuschauer: 8.000                            | | |               |
| Schiedsrichter: Vlado Svilokos              | | |               |
| Spielbericht                                | | |               |

#### Rückspiel
| Dinamo Zagreb                            | Dinamo Zagreb | NK Osijek | NK Osijek |
| ---------------------------------------- | --- | --- | --------- |
| Dinamo Zagreb                            | \| 9. Mai 2012 in Zagreb (Stadion Maksimir) \| \| Ergebnis: 3:1 (0:0) \| \| Zuschauer: 10.000 \| \| Schiedsrichter: Ivan Bebek \| \| Spielbericht \|                                                                        | \| 9. Mai 2012 in Zagreb (Stadion Maksimir) \| \| Ergebnis: 3:1 (0:0) \| \| Zuschauer: 10.000 \| \| Schiedsrichter: Ivan Bebek \| \| Spielbericht \| | NK Osijek |
| Dinamo Zagreb                            | Ivan Kelava – Domagoj Vida, Josip Pivarić, Tonel, Šime Vrsaljko – Adrián Calello, Mateo Kovačić (65. Nikola Pokrivać), Sammir (79. Luis Ezequiel Ibáñez) – Jerko Leko, Milan Badelj – Fatos Bećiraj Cheftrainer: Ante Čačić | Ivan Vargić – Ivan Ibriks, Marko Lešković, Ivo Smoje, Branko Vrgoč – Hrvoje Kurtović (65. Ivan Miličević), Josip Lukačević, Vedran Jugović, Anton Maglica – Tomislav Šorša (65. Domagoj Pušić), Zoran Kvržić (80. Nikša Petrović) Cheftrainer: Stanko Mršić | NK Osijek |
| Dinamo Zagreb                            | 1:0 Mateo Kovačić (51.) 2:0 Fatos Bećiraj (63.) 3:1 Luis Ezequiel Ibáñez (90.+1') | 2:1 Šime Vrsaljko (69., Eigentor) | NK Osijek |
| Dinamo Zagreb                            | Kovačić (51.), Kelava (74.), Tonel (85.) | Jugović (19.), Vrgoč (43.), Lešković (73.) | NK Osijek |
| Dinamo Zagreb                            | Kelava hält Foulelfmeter von Lukačević (85.) | | NK Osijek |
| 9. Mai 2012 in Zagreb (Stadion Maksimir) | | |           |
| Ergebnis: 3:1 (0:0)                      | | |           |
| Zuschauer: 10.000                        | | |           |
| Schiedsrichter: Ivan Bebek               | | |           |
| Spielbericht                             | | |           |

## Torschützenliste
| Pl. | Name            | Mannschaft         | Tore |
| --- | --------------- | ------------------ | ---- |
| 01. | Admir Alic      | NK Jadran Gunja    | 3    |
| 01. | Henri Belle     | NK Istra 1961      | 3    |
| 01. | Stjepan Kokot   | NK Karlovac        | 3    |
| 01. | Zoran Kvržić    | NK Osijek          | 3    |
| 01. | Anton Maglica   | NK Osijek          | 3    |
| 01. | Marijan Nikolić | NK BSK Bijelo Brdo | 3    |
| 01. | Ante Vukušić    | Hajduk Split       | 3    |
| 08. | 21 Spieler      | 21 Spieler         | 2    |